# 陈马林
陈马林（1962年3月—），男，汉族，河南沁阳人，中华人民共和国政治人物，现任中国国民党革命委员会中央委员会常务委员、海南省委员会主任委员，海南省政协副主席，第十三届全国政协委员。